# Новоандреевка (Николаевский район)
Новоандреевка (укр. Новоандріївка) — село в Николаевском районе Николаевской области Украины.
Население по переписи 2001 года составляло 173 человек. Почтовый индекс — 57104. Телефонный код — 512.

## Местный совет
57104, Николаевская обл., Николаевский р-н, с. Ясная Поляна, переул. Центральный, 3; тел. 38-96-37.